# Roggia Grande Bolognina
La Roggia Grande Bolognina (in alcuni documenti ufficiali riportata come Roggia Grande Bolognini) è un canale artificiale della Lombardia meridionale. Deve il proprio nome a Matteo Bolognini Sforza Attendolo, che ne ordinò lo scavo a metà del XV secolo. 
Nel suo percorso dà origine a numerosi rami irrigui, rappresentando la più importante fonte d’acqua del reticolo idrografico minore dei territori comunali attraversati. Questo avviene in virtù della maggiore altitudine rispetto al vicino Lambro Meridionale, che scorre in una valletta posta ad una quota inferiore rispetto ai terreni coltivabili.
La portata è fortemente variabile nel corso dell'anno a seconda delle precipitazioni e dell'entità dei prelievi per necessità agricola. All'incile corrisponde a regime ad almeno 4 m3/s e decresce procedendo verso la foce, drenata dai rami irrigui.

## Idrografia
L’incile è situato a Gnignano (frazione di Locate di Triulzi), dove la Roggia Grande Bolognina si distacca a sinistra dal Colatore Lambro Meridionale nei pressi della cascina Liberia. Il cuneo di terreno delimitato dei due corsi d'acqua è sede della garzaia di Gnignano, in cui nidificano numerosi aironi e garzette.
Il canale prosegue poi verso sud-est portandosi verso il centro di Landriano, che attraversa interrato per un breve tratto. Passato Landriano, il decorso della roggia prosegue pressoché rettilineo in direzione sud-est rimanendo sempre in stretta contingenza con la ex SS 412: lambisce gli abitati di Torrevecchia Pia, Vigonzone e Valera Fratta (quest’ultimo tratto è stato parzialmente coperto nei primi anni 2000).
Giunge infine nel territorio comunale di Sant’Angelo Lodigiano nei pressi delle cascine Musella e Musellina. Scavalca il colatore Lambro Meridionale su un ponte canale in mattoni ad arcate e, con un tragitto ricco di deviazioni, attraversa la periferia sud della città decorrendo per la maggior parte interrata. A sud-est di Sant’Angelo, nei pressi della Cascina Santa Martina, si getta nella sponda destra del fiume Lambro.

## Galleria d'immagini

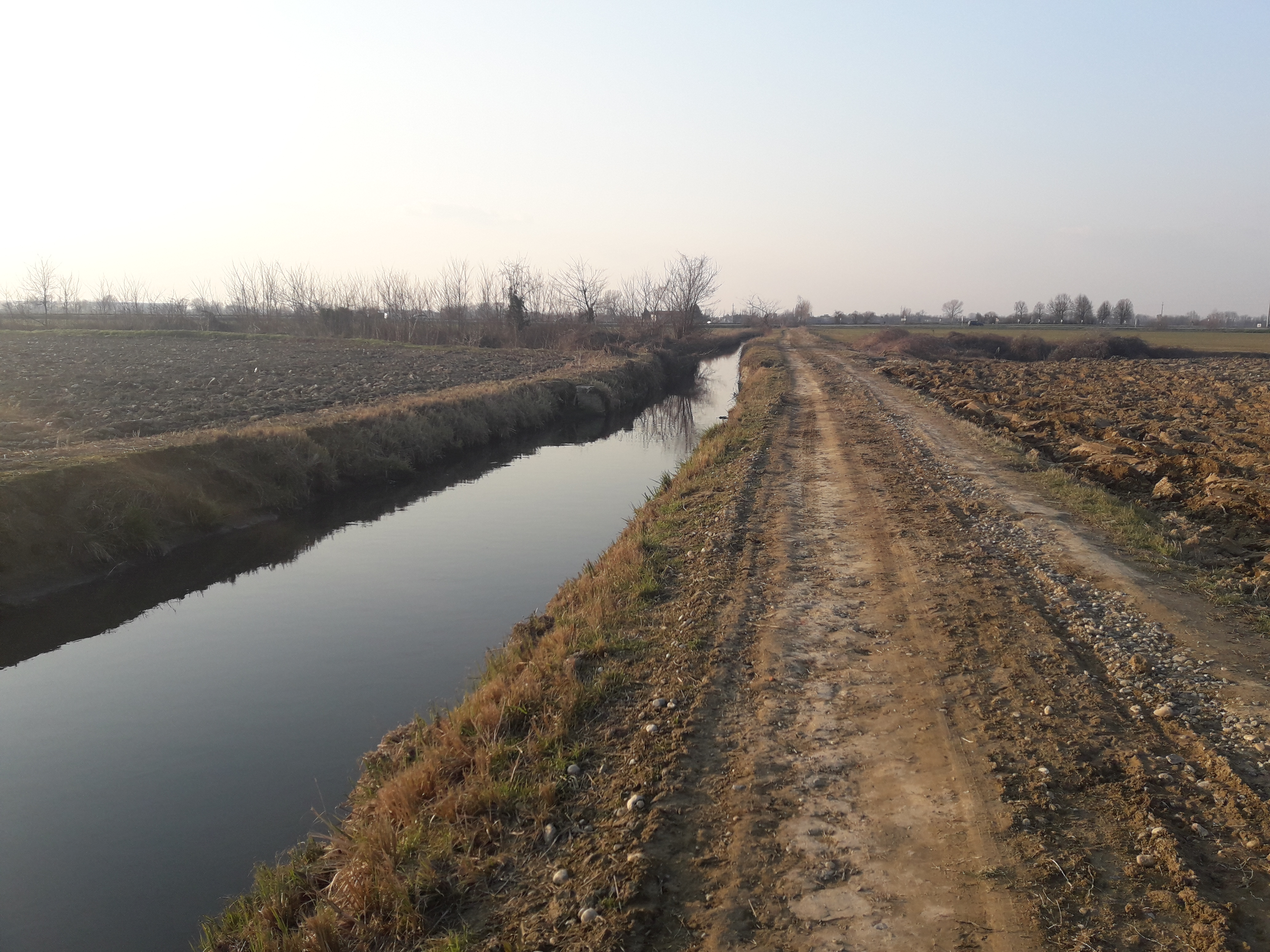
Ingresso nel territorio di Sant'Angelo Lodigiano
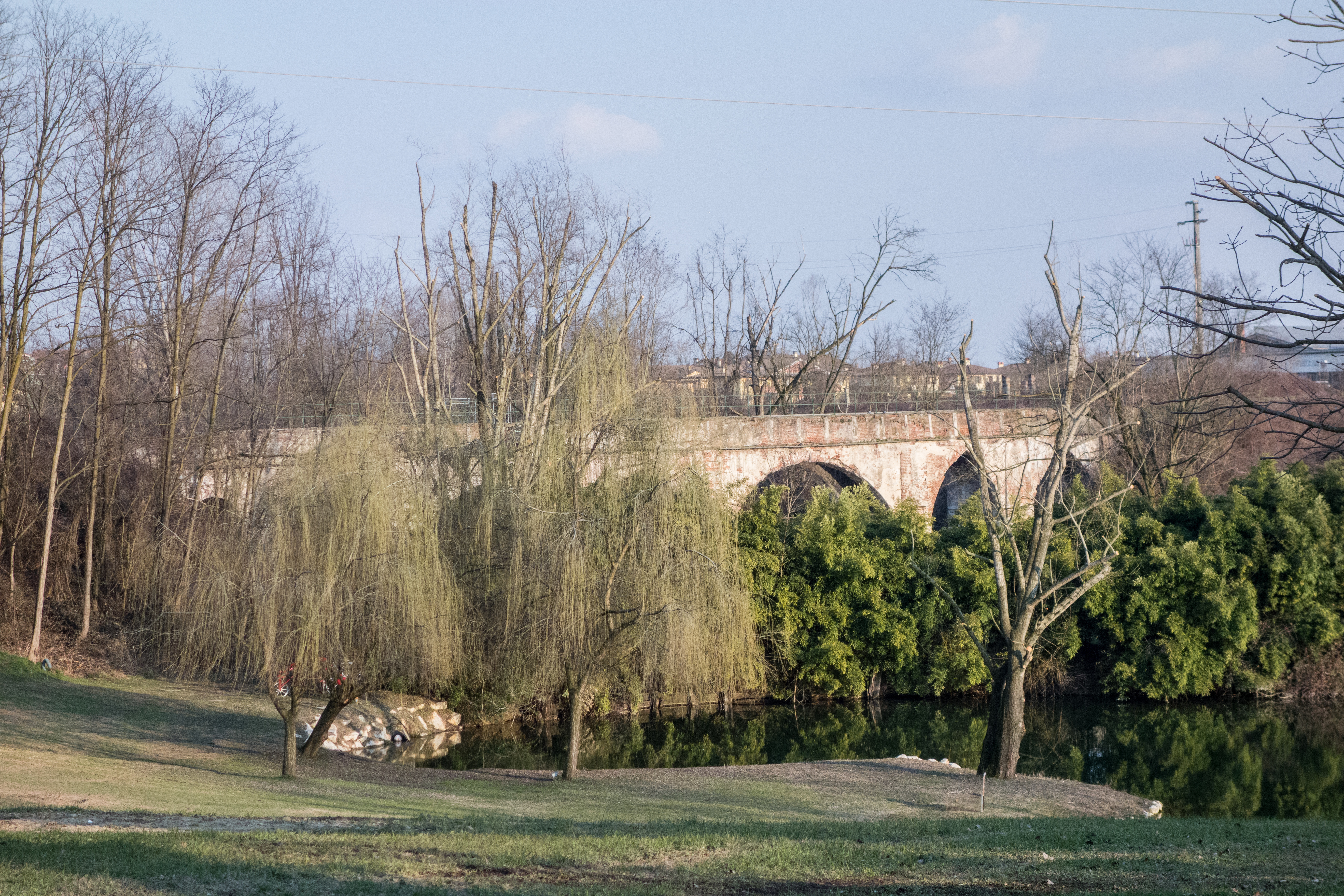
Ponte canale sul Lambro Meridionale
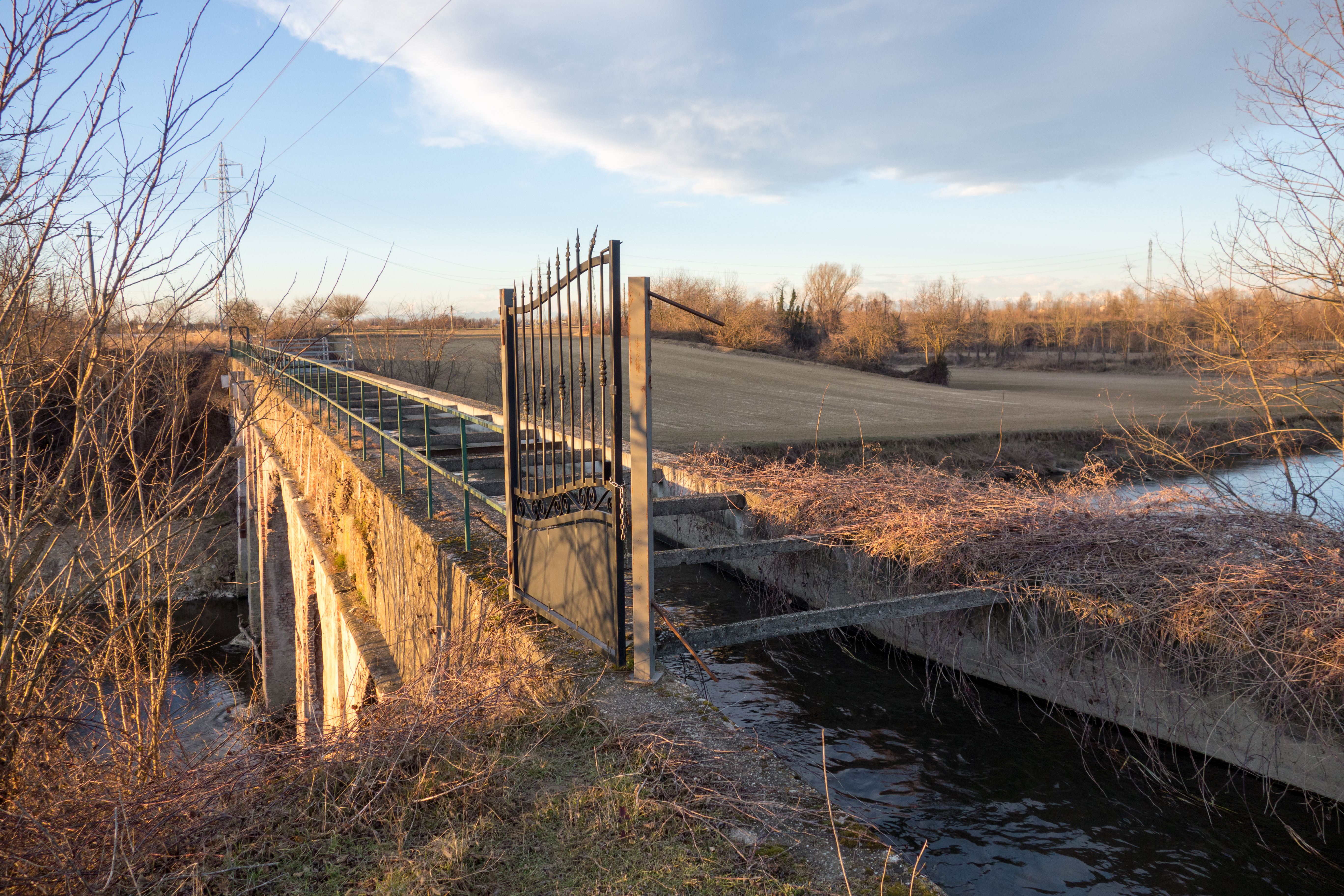
Dettaglio del ponte canale
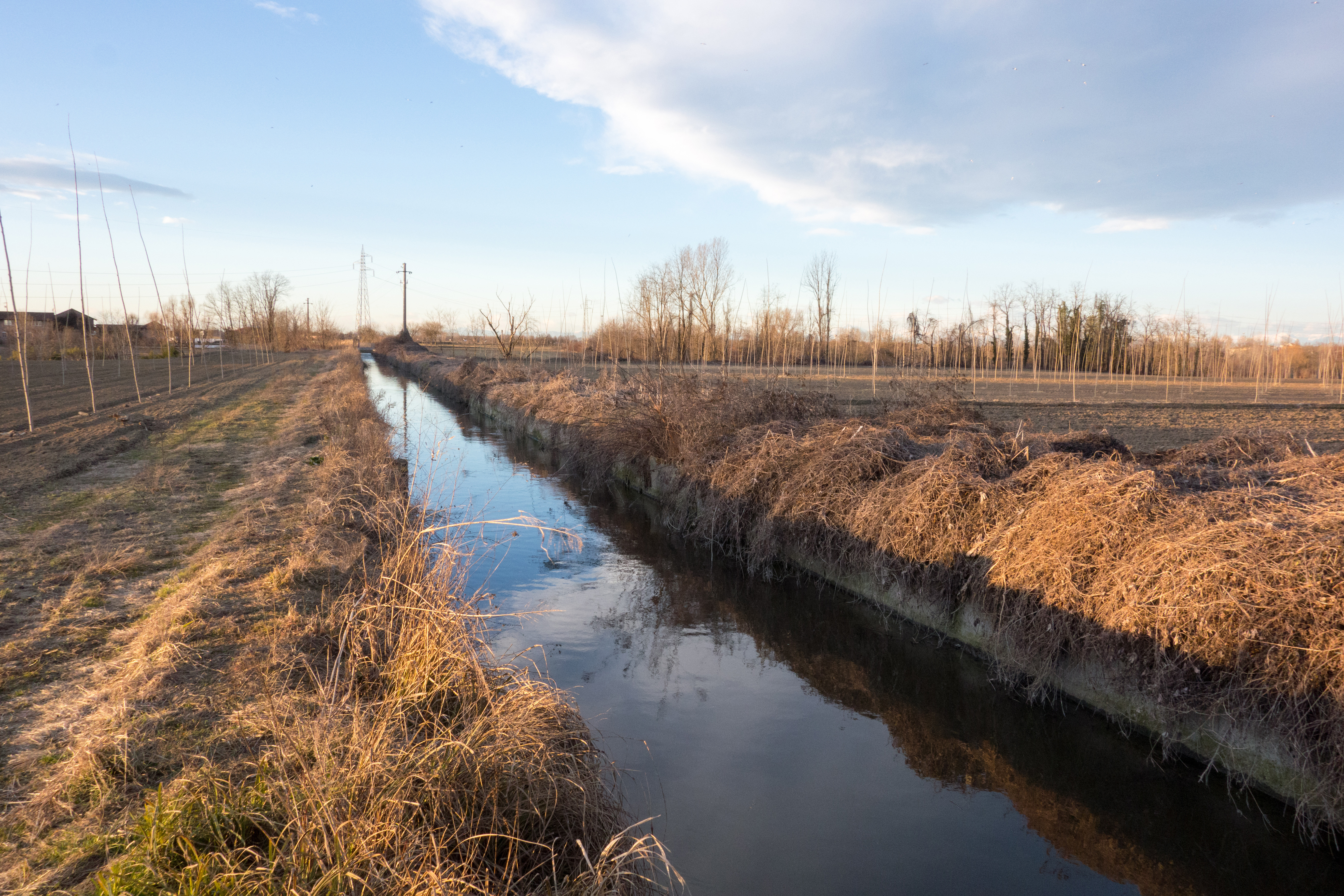
Roggia presso località Malpensata di Sant'Angelo Lodigiano
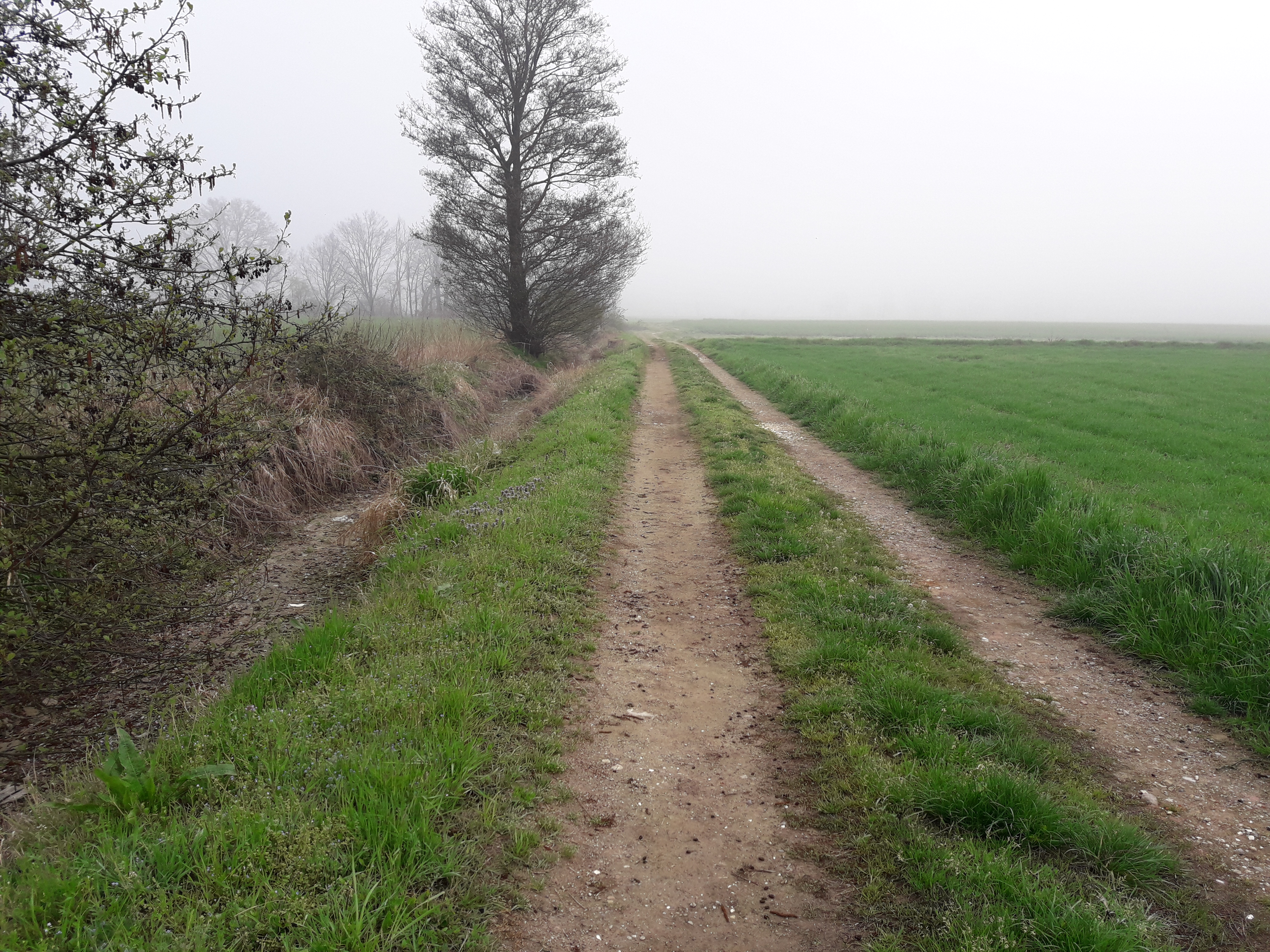
Tratto finale in un periodo di secca
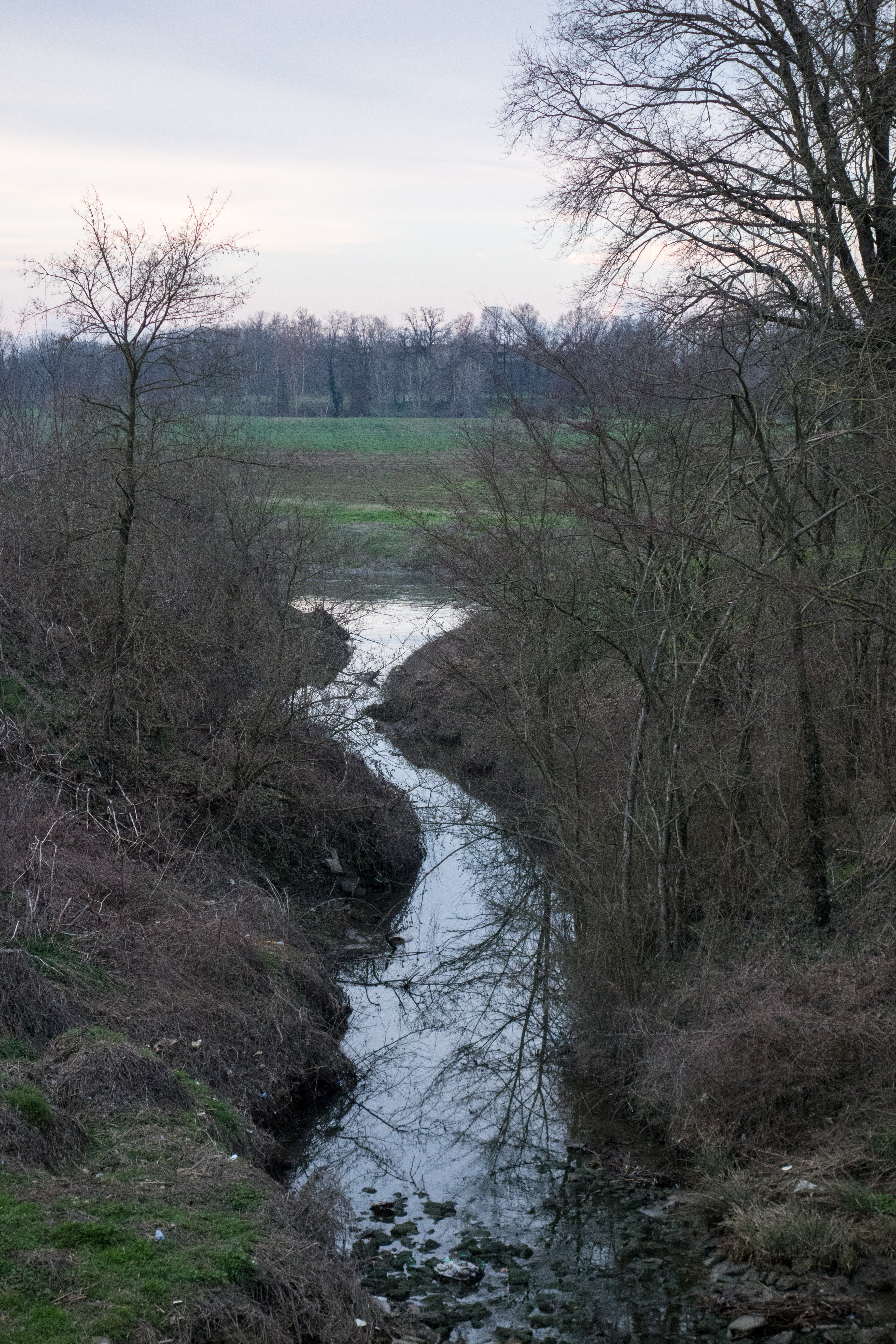
Foce nel fiume Lambro
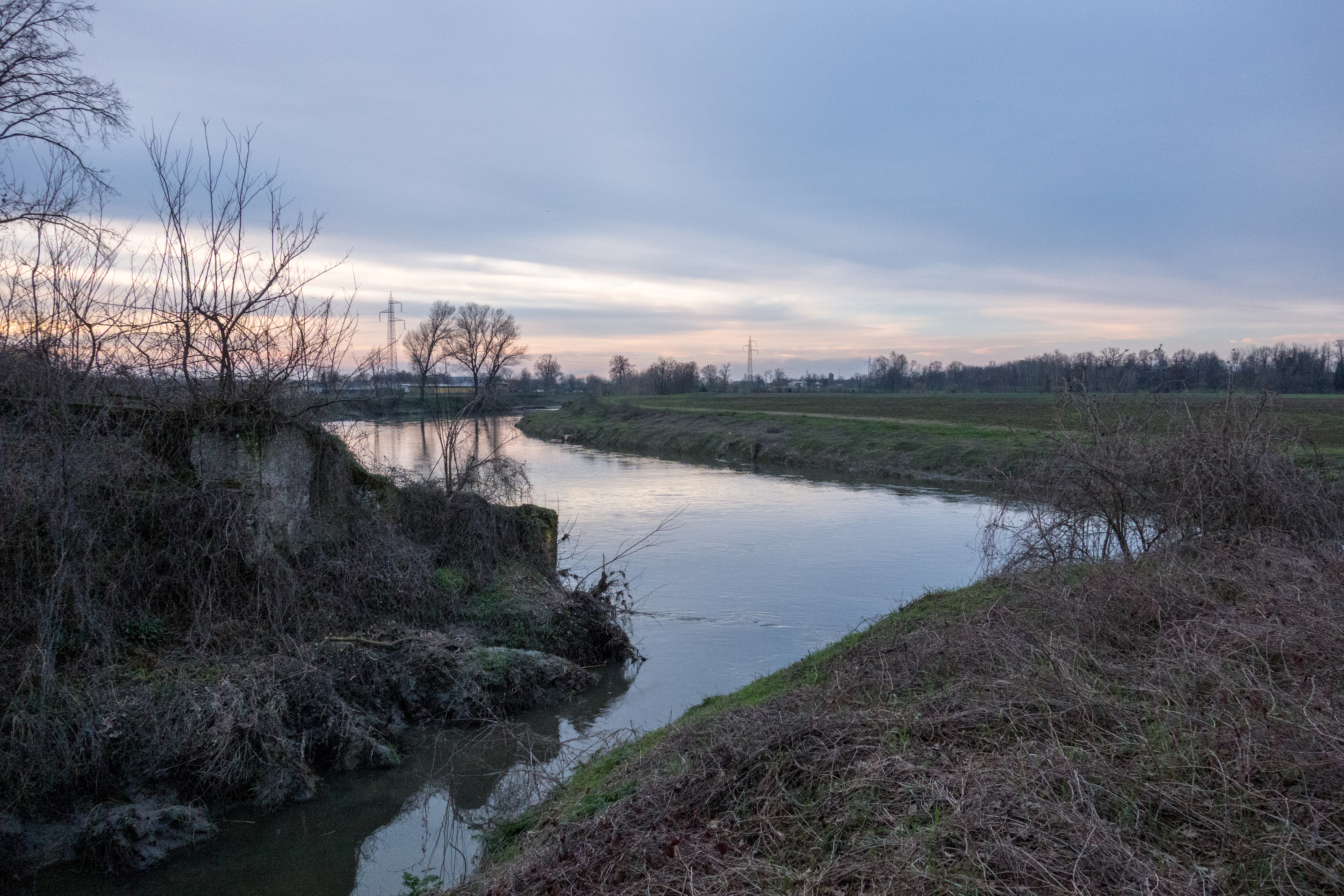
Foce, altra prospettiva